# Pável Jojriakov
Pável Danílovich Jojriakov (17 de junio de 1893, Uyezd de Viatka, Viatka - 17 de agosto de 1918, Krutija, Perm) fue un marinero de la Rusia imperial que participó como activista bolchevique en la guerra civil rusa.

## Biografía
Nació en una familia de campesinos el 17 de junio de 1893 en el pueblo de Jojriakovskaya, en la entonces gobernación de Viatka.Para realizar el servicio militar, fue reclutado en la Armada Imperial Rusa, terminó asignado en la Flota del Báltico y sirvió como bombero de a bordo en el buque blindado Imperator Aleksándr II, entonces ya convertido en un buque de entrenamiento al final de su vida útil. Fue miembro del POSDR desde 1916. Después de la Revolución de Febrero, fue agitador del Consejo de Kronstadt y presidente del comité naval del POSDR(b) del acorazado Amanecer de la libertad (como pasó a llamarse el Imperator Aleksándr II). Tuvo intervención directa en el consejo de a bordo que decidió que el capitán de primera fila del acorazado Imperator Aleksándr II, N. I. Povalishin y varios oficiales fueron ejecutados.
En agosto de 1917, el Comité Ejecutivo Central Panruso lo envió a los Urales con un grupo de marineros; miembro del comité ejecutivo del Consejo de Ekaterimburgo. Desde octubre de 1917, pasó a ser el Jefe de Estado Mayor de la Guardia Roja de Ekaterimburgo.
Después de regresar de Tobolsk, Jojriakov fue enviado al Ejército Rojo. Bajo su liderazgo, se formó la «Expedición Punitiva de la Dirección de Tobolsk» con un número total de hasta seiscientos soldados con 27 ametralladoras y dos cañones. La «expedición» salió de Ekaterimburgo en el verano de 1918 para luchar contra los nacientes destacamentos de la Guardia Blanca y la Legión Checoslovaca, llevándose consigo once rehenes entre ex oficiales, gendarmes y clérigos.
Para el obispo de Tobolsk y Siberia, Hermógenes, Pável Jojriakov exigió un rescate de 100 000 rublos, pero el clero no pudo recaudar tal cantidad. El Consejo Regional de Comisarios del Pueblo, después de regatear, redujo el importe del rescate a diez mil rublos. Con la ayuda del clero local, el dinero se recibió del empresario D. I. Polirushev y se transfirió a las autoridades bolcheviques. Jojriakov dio un recibo por el dinero, pero en lugar de liberar al obispo, las autoridades arrestaron a miembros de la delegación (el arcipreste Efrem Dolgánov, el sacerdote Mijaíl Makárov y Konstantín Miniátov), que luego fueron asesinados.
Los objetivos de la «Expedición Punitiva de la Dirección de Tobolsk» eran limpiar las zonas al norte de Tiumén, a lo largo de las orillas del río Tura, de los enemigos del poder soviético, pues hasta el 5 de enero de 1918 había estado bajo la jurisdicción del oficial blanco, Aleksandr Kolchak. La expedición terminó sin éxito. En el momento en que las operaciones militares de la «expedición» fracasaron, Pável Jojriakov ordenó personalmente la eliminación de todos los rehenes tomados con el destacamento el 29 de junio de 1918 en el barco Oká. El obispo Hermógenes y el sacerdote Korelin fueron ahogados ese día río Turá.
Jojriakov participó personalmente en los enfrentamientos. Murió el 17 de agosto de 1918 en una batalla con los legionarios checos que avanzaban por la estación de Krutija de la gobernación de Perm (actual Krutija, Óblast de Sverdlovsk). Un testigo ocular de su muerte describió este momento de la siguiente manera:

Trepando hasta el terraplén de las vías del tren, agitando un Mauser, gritó en voz alta a los hombres de Alapáyevsk: «¡Adelante!», salpicando sus órdenes con fuertes expresiones marineras. De repente, Jojriakov se volvió torpe y bruscamente y, jadeando en busca de aire, cayó sobre la línea entre los rieles. Me di cuenta de que estaba herido y, gritando en voz alta a lo largo de la cadena del ordenanza, me arrastré hasta Jojriakov. Jojriakov estaba tumbado boca abajo, con los brazos extendidos. Comencé a darle la vuelta con cuidado para sacarlo del terraplén. Jojriakov abrió los ojos por un momento, me miró inquisitivamente, trató de decir algo, pero no pudo. Exhaló una expresión con dificultad: «No lo hagas». Su visión era borrosa.

Al retirarse, los soldados del Ejército Rojo se llevaron el cuerpo del comandante. P. D. Jojriakov fue enterrado en Perm, en el parque frente a la Ópera, junto con S. S. Bolshakov y P. M. Svetlakov. En diciembre de 1918, la tumba fue destruida por las tropas de Kolchak.

## Memoria
- Un barco fluvial soviético fue nombrado en honor a Jojriakov. Tras su desguace, en la primera Planta flotante de silicacita del mundo. (en ruso: Плавучим силикальцитным заводом.).
- Hay calles en Jojriakov en Ekaterimburgo, San Petersburgo, Perm y otras ciudades menores.
- El 2 de julio de 1969, en el lugar del entierro, en el parque del Teatro de Ópera y Ballet de Perm, se instaló un busto de Pável D. Jojriakov del escultor A. A. Uralsky.[5]
- Un campo petrolero en el distrito autónomo de Janti-Mansi lleva el nombre de Jojriakov.
- El nombre de Pável Jojriakov lo llevaban dos dragaminas y un patrullero de la Armada de la URSS y un patrullero fronterizo de la KGB.